# Брайтон (Вермонт)
Брайтон (англ. Brighton) — місто (англ. town) в США, в окрузі Ессекс штату Вермонт. Населення — 1157 осіб (2020).

## Демографія
Згідно з переписом 2010 року, у місті мешкали 1222 особи в 554 домогосподарствах у складі 343 родин. Було 947 помешкань
Расовий склад населення:
| - 97,0 % — білих - 0,9 % — корінних американців - 0,4 % — чорних або афроамериканців - 0,3 % — азіатів |

До двох чи більше рас належало 1,3 %. Частка іспаномовних становила 0,9 % від усіх жителів.
За віковим діапазоном населення розподілялося таким чином: 18,9 % — особи молодші 18 років, 58,6 % — особи у віці 18—64 років, 22,5 % — особи у віці 65 років та старші. Медіана віку мешканця становила 48,3 року. На 100 осіб жіночої статі у місті припадало 100,3 чоловіків;  на 100 жінок у віці від 18 років та старших — 98,6 чоловіків також старших 18 років.
Середній дохід на одне домашнє господарство  становив 43 929 доларів США (медіана — 34 737), а середній дохід на одну сім'ю — 53 644 долари (медіана — 46 111). За межею бідності перебувало 16,1 % осіб, у тому числі 19,0 % дітей у віці до 18 років та 10,2 % осіб у віці 65 років та старших.
Цивільне працевлаштоване населення становило 523 особи. Основні галузі зайнятості: освіта, охорона здоров'я та соціальна допомога — 38,2 %, виробництво — 14,7 %, роздрібна торгівля — 11,5 %, будівництво — 11,3 %.